# Muerte cruzada
В эквадорской политике термином muerte cruzada (испанское произношение: [ˈmweɾte kɾuˈsaða] ; «взаимная смерть») называют механизм импичмента президента Эквадора и роспуска Национальной ассамблеи, предусмотренный статьями 130 и 148 Конституции 2008 года.
Статья 148 предоставляет президенту право распустить Национальное собрание, но только ценой предоставления избирателям возможности проголосовать за отстранение президента от должности. Механизм требует проведения внеочередных выборов после роспуска, на которых избираются новый президент и вице-президент, а также новое Национальное собрание. Избранные кандидаты — как в исполнительную, так и в законодательную власть — затем отбывают оставшуюся часть текущих президентских и законодательных сроков. Затем проводятся очередные выборы на полный четырёхлетний период полномочий в соответствии с обычным календарём выборов.
Статья 130 также предусматривает, что действующий президент может быть отстранён от должности двумя третями членов Национального собрания (92 голоса из 137), но если президент отстранён от должности таким образом, должны быть проведены новые выборы для избрания нового президента и нового Национального собрания на оставшийся срок полномочий.
Таким образом, аспект «взаимной смерти» проистекает из одного ключевого элемента: при роспуске одной ветви власти другая ветвь предлагает «самоликвидацию» для проведения новых выборов как в законодательное собрание, так и выборов президента Эквадора. Другими словами, выборы назначаются в отношении как уволенной ветви власти, так и ветви, запросившей увольнение.
Положение muerte cruzada было введено как средство избежать затянувшиеся периоды политического паралича, которые были характерны для Эквадора в соответствии с предыдущими конституциями. Его называли и ядерным вариантом, и плебисцитом по президентскому мандату. В решении Конституционного суда от сентября 2010 года muerte cruzada описывается как «инструмент сдержек и противовесов, который стремится уравновесить одну ветвь власти против другой».

## Текст Конституции
Статья 148 Конституции 2008 года гласит:
Президент Республики может распустить Национальную Ассамблею, когда, по его/её решению, она приняла на себя функции, не входящие в её конституционную компетенцию, при условии положительного заключения Конституционного суда; когда она неоднократно и неоправданно препятствует выполнению Национального плана развития или из-за серьёзного политического кризиса и внутренних потрясений. Это полномочие может быть осуществлено только один раз в течение первых трёх лет срока полномочий Президента. Максимум через семь дней после публикации указа о роспуске национальный выборный консул назначает выборы в законодательные органы и президентские выборы в один и тот же день на оставшуюся часть соответствующих периодов. До созыва Национальной ассамблеи Президент Республики может, при положительном заключении Конституционного суда, издавать срочные экономические декреты-законы, которые могут быть одобрены или отменены законодательным органом.
Статья 130 гласит:
Национальное Собрание может отстранить Президента Республики от должности в следующих случаях: (1) за выполнение функций, не входящих в его/её компетенцию, при условии положительного решения Конституционного Суда; (2) из-за серьёзного политического кризиса и внутренних потрясений. Национальное Собрание в течение 72 часов после завершения предусмотренной законом процедуры выносит постановление с изложением его мотивов на основании представленных в его защиту доказательств, представленных Президентом Республики. Для отстранения от должности необходимо, чтобы за него проголосовали две трети членов Национального собрания. Если отстранение Президента от должности принято, Вице-президент вступает в должность Президента Республики. Это право может осуществляться только один раз в течение законодательного периода, в течение первых трёх лет его существования. В течение максимум семи дней после публикации постановления об отстранении Президента от должности Национальный избирательный совет назначает выборы в законодательные органы и президентские выборы, которые должны быть проведены в один и тот же день на оставшийся срок соответствующих периодов полномочий.

## Применение 2023 года
Muerte cruzada впервые была инициирована 17 мая 2023 года президентом Гильермо Лассо после того, как возглавляемая оппозицией Национальная ассамблея возбудила против него процедуру импичмента по обвинению в хищении. В указе об объявлении этой меры Лассо сказал, что его решение было мотивировано наличием «серьёзного политического кризиса и внутренних потрясений».
В результате внеочередные президентские выборы и выборы в законодательные органы прошли в 2023 году раньше запланированной даты в 2025 году, а процедура импичмента была признана недействительной. И Лассо, и действующие члены Национального собрания имели право на переизбрание; однако 18 мая Лассо объявил, что он не станет вновь баллотироваться на пост. 
На внеочередных выборах президентом Эквадора был избран Даниэль Нобоа.